# Chiesa di Santa Maria di Caravaggio (Milano)
La chiesa di Santa Maria di Caravaggio è un santuario di Milano ubicato in via Francesco Borromini n.5, nel quartiere di Porta Ticinese. Fu eretta fra il 1906 e il 1911 su disegno dell'architetto Cecilio Arpesani (1853-1924) ed è sede parrocchiale dal 1927. Fu elevata al rango di basilica minore nel 1979 da papa Giovanni Paolo II. Il santuario è caratterizzato ad un'ampia cripta decorata a mosaico che ospita la statua della Madonna di Caravaggio e della giovane Giannetta, testimone dell'apparizione della Vergine.

## Storia

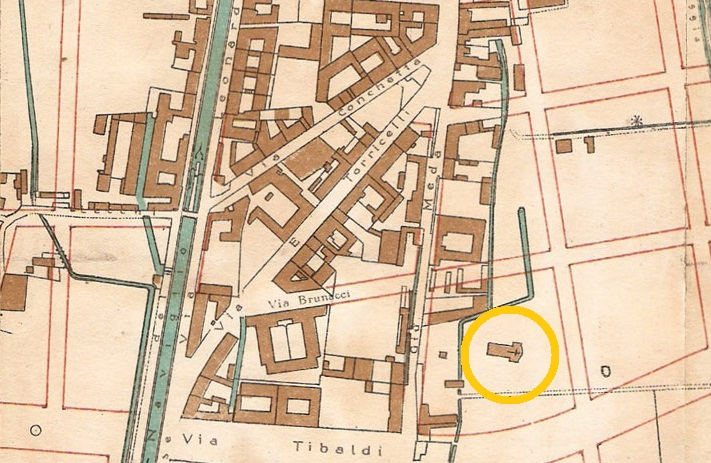
Mappa della zona di Porta Ticinese del 1906: nel cerchio giallo l'ingombro della nuova chiesa (Stabilimento d'Arti grafiche A. Bertarelli e C., 1906)

La chiesa venne edificata su prati e terreni coltivati a orti nell'allora estrema cintura del popoloso quartiere di Porta Ticinese per soddisfare le necessità spirituali di una popolazione sempre più crescente. Una prima costruzione provvisoria venne realizzata in legno su disegno dell'architetto Alfredo Campanini ed era dotata di una cripta in muratura somigliante a quella esistente al santuario di Caravaggio. La chiesa in legno venne inaugurata domenica 7 settembre 1902 al termine di una solenne processione condotta dal cardinale Andrea Carlo Ferrari: nell'occasione la statua della Madonna di Caravaggio con la beata Giannetta, la giovane a cui apparve la Vergine, venne traslata dalla chiesa prepositurale di San Gottardo nel nuovo santuario provvisorio allora posto in via Meda.
Diventata la nuova chiesa insufficiente ad accogliere il numero di fedeli ed essendo la struttura in legno facilmente deteriorabile perché costruita in economia, don Giuseppe Cappelletti, parroco di San Gottardo, ottenne di potere erigere un santuario in muratura il cui progetto venne affidato al noto architetto Cecilio Arpesani, già autore di diversi progetti di chiese realizzate a Milano. Il 24 giugno 1906 il cardinale Andrea Carlo Ferrari diede l'avvio ai lavori con la posa della prima pietra e lo stesso cardinale consacrava il nuovo tempio il 1º maggio 1911.
Il campanile fu aggiunto fra il 1929 e il 1930 su progetto dell'ingegnere architetto milanese Ugo Zanchetta. Oggi ospita un concerto di 6 campane in scala diatonica di Do3 maggiore fuse nel 1949 dalla fonderia Carlo Ottolina e figli Enrico e Secondo a Seregno